# Monika Sznajderman

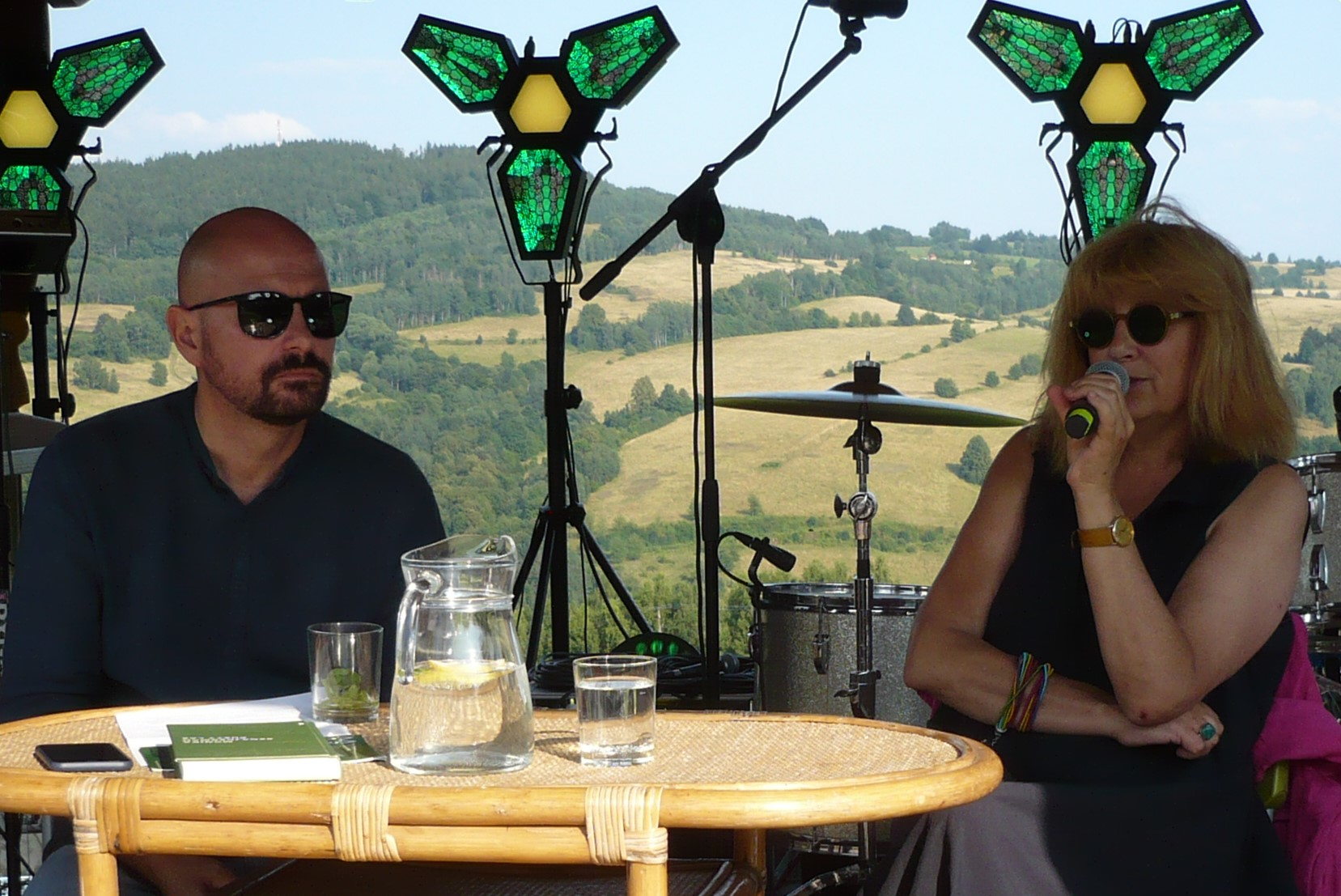
Jakub Fereński, Monika Sznajderman, VII Festival de la Montaña de la Literatura, Włodowice, 2021

Monika Sznajderman (Varsovia, 19 de noviembre de 1959) es una antropóloga cultural, editora y escritora polaca.

## Trayectoria
Es hija de la profesora de medicina Małgorzata Pressure-Sznajderman (1931-1988) y del cardiólogo Marek Sznajderman. Se doctoró en humanidades en el Instituto de Arte de la Academia Polaca de Ciencias en Varsovia. Se ocupa de la antropología de la modernidad (especialmente de los problemas de la cultura audiovisual popular) y de las formas del imaginario religioso contemporáneo.
Dirige la Editorial Czarne. Es la presidenta de la Asociación para el Desarrollo de Sołectwa Krzywa, que se ocupa de los niños de las antiguas granjas estatales en los Beskides bajos. 
Fue finalista del Premio literario Nike, el galardón literario más importante de Polonia, en dos ocasiones: en 2017 por Los falsificadores de pimienta. Una historia familiar y en 2020 por The Empty Forest.
Vive en Low Beskids en Wołowiec con su esposo Andrzej Stasiuk.

## Obra
- 1994 – „The Jardin des Plantes. Postcards” czyli roślinna metaforyka Jamesa Clifforda, [w:] Konteksty. Polska Sztuka Ludowa, 1994 nr 3/4
- 1994 – Teologia pięknych kobiet (m.in. o literaturze erotycznej) [w:] Dariusz Czaja (red.) Mitologie popularne: szkice z antropologii współczesności, Kraków 1994, Wyd. Universitas, s. 220, ISBN 83-7052-152-5
- 1994 – Zaraza. Mitologia dżumy, cholery i AIDS, Warszawa 1994, Wydawnictwo Naukowe Semper, s. 136, ISBN 83-85810-43-9
- 1998 – Współczesna Biblia Pauperum. Szkice o wideo i kulturze popularnej, Kraków 1998, Wydawnictwo Uniwersytetu Jagiellońskiego, s. 118, ISBN 83-233-1176-5
- 2000 – Błazen. Maski i metafory, Gdańsk 2000, s. 240, Wyd. słowo/obraz terytoria, ISBN 83-88560-85-9
- 2006 – Znikająca Europa, Wołowiec 2006, Wydawnictwo Czarne (red. z Katharina Raabe)
- 2016 – Los falsificadores de pimienta. Una historia familiar. Editorial Acantilado. ISBN 978-84-18370-30-4.[7][8]
- 2019 – Pusty las, Wołowiec, Wydawnictwo Czarne, ISBN 978-83-8049-823-5.